# Omiodes poeonalis
Omiodes poeonalis là một loài bướm đêm trong họ Crambidae.